# ديكرانوس الأول
ديكرانوس الأول (بالإنجليزية: Tigranes I, بالأرمنية: Տիգրան Առաջին) كان ملكا لأرمينيا من 115 قبل الميلاد حتى 95 قبل الميلاد.